# Papilio lorquinianus
Papilio lorquinianus là một loài bướm thuộc họ Bướm phượng (Papilionidae). 
Loài Papilio lorquinianus được mô tả năm 1865 bởi C. et R. Felder. Loài bướm Papilio lorquinianus sinh sống ở .

## Hình ảnh

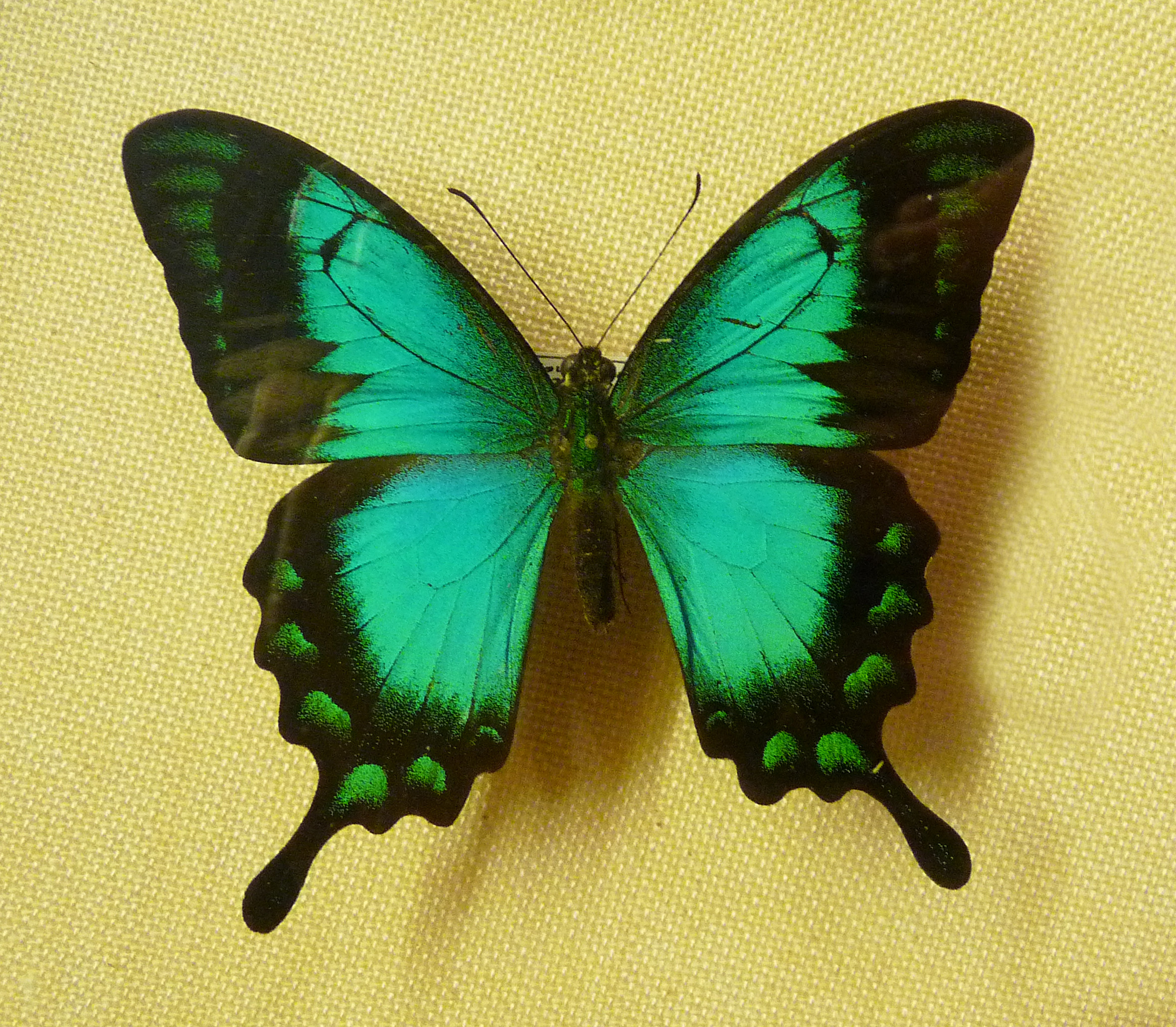